# Billy Sullivan
William Hallissey "Billy" Sullivan, Jr. (1915. szeptember 13. – 1998. február 23.)  amerikai üzletember a New England Patriots National Football League csapat tulajdonosa. A klubot az 1960-as Boston Patriots néven való megalakulástól 1988-ig birtokolta, ekkor Victor Kaim vette meg.